# Международная ассоциация филателистических библиотек
Междунаро́дная ассоциа́ция филателисти́ческих библиоте́к (англ. International Philatelic Libraries Association, сокращённо IPLA) — международная организация, объединяющая филателистические библиотеки мира.

## История
Ассоциация была образована в 1996 году на филателистической выставке «Capex 96» в Торонто.
Делегаты из многих стран приняли участие в учреждении Международной ассоциации филателистических библиотек, включая Вирджинию Хорн (Virginia Horn) от Американской библиотеки филателистических исследований и Дэвида Бича, куратора Филателистических коллекций Британской библиотеки.
Библиотека Королевского филателистического общества Лондона также является членом Ассоциации.